# Dominique Moore
Dominique Moore (Londra, 12 gennaio 1986) è un'attrice inglese.
Studia presso un teatro e, viste le sue capacità, partecipa a diversi programmi della BBC. Dopo aver contratto il linfoma di Hodgkin, si riprende dopo un trattamento speciale, e nel 2011 ricompare in tv, parlando di come ha superato il cancro.

## Carriera
Dominique ha ricoperto diversi ruoli in film della BBC per bambini. Nel maggio del 2008 è comparsa anche sul canale BBC Three. Ha partecipato al musical Oliver!  e ha ricoperto un ruolo nella riduzione teatrale di Il re leone presso il Lyceum Theatre. Nel 1999 ha registrato una versione di True Colors di Cyndi Lauper per una pubblicità della Peugeot 406. Dopo le sue esperienze come modella, ha creato il suo marchio: Anita Moore Designs.

## Filmografia parziale
- Il naso della regina (The Queen's Nose) – serie TV, 19 episodi (2000-2003)
- Metropolitan Police (The Bill) – serie TV, episodi 17x07-17x08 (2001)
- Stupid – serie TV, 10 episodi (2005)
- Casualty – serie TV, episodio 19x24 (2005)
- Coming Up – serie TV, 1 episodio (2008)
- Life Bites – serie TV,  16 episodi (2008-2009)
- The Mimic – serie TV, 1 episodio (2014)
- Holby City – serie TV, 1 episodio (2014)
- Quattro matrimoni e un funerale (Four Weddings and a Funeral) – miniserie TV, 2 puntate  (2019)
- Creeped Out - Racconti di paura (Creeped Out) – serie TV, 1 episodio (2019)
- Finding Alice – serie TV, 6 episodi (2021)